# Barbra Fuller
Barbra Fuller (nacida como Barbara Deane Fuller; Nahant, 31 de julio de 1921-15 de mayo de 2024) fue una actriz estadounidense de cine, televisión y radio.

## Carrera
Nacida en Nahant, Massachusetts, Barbara Deane Fuller firmó un contrato con Republic Pictures en 1949. Su padre, Ralph Fuller, murió cuando ella tenía tres años. Había trabajado en programas de radio desde los años 30. Apareció con frecuencia en películas de serie B y series de televisión en la década de 1950. Cambiaba con frecuencia de color de pelo para los papeles cinematográficos. Su tono varió del platino al moreno en sus cuatro películas estrenadas por Republic Pictures en 1950. Volvió al rubio como Laurel Vernon en Lonely Heart Bandits (1950). Su primer crédito en pantalla es por The Red Menace (1949). Le siguieron papeles en Flame of Youth (1949) y Crosswinds (1951). En The Red Menace interpreta a "Mollie O'Flaherty", un personaje utilizado por el Partido Comunista como cebo. En City of Bad Men (1953), una aventura del Oeste, interpretó a un personaje secundario. Posteriormente, se dedicó sobre todo a la televisión. Sus últimos papeles como actriz de cine fueron en How Sweet It Is! (1968) y The Roommates (1973).

## Radio
Fuller actuó en varias telenovelas e interpretó el papel de Claudia en One Man's Family, ganadora del prestigioso premio Peabody y posiblemente la primera telenovela, que comenzó en 1932 y duró tres décadas. Realizó sus primeros trabajos radiofónicos en Chicago entre los 9 y los 11 años. A los 18 años ya había aparecido en 25 radionovelas. Fuller fue escuchada en Whispering Streets, The Guiding Light, Ma Perkins, Today's Children, Scattergood Baines, Madame Courageous, Road of Life, y Stepmother.

## Televisión
Las actuaciones televisivas de Fuller son numerosas, empezando por un episodio de 1953 de Adventures of Superman. Otras series en las que participó incluyen Four Star Playhouse (1955-1956), Ford Television Theater (1957), Trackdown (1958), State Trooper (1958), Colgate Theater (1958), My Three Sons (1960), Perry Mason (1960, 1964), y Daniel Boone (1970).

## Vida personal
Fuller se casó con la estrella del cine de wéstern Lash LaRue el 23 de febrero de 1951, en Yuma, Arizona. Tuvieron un ahijado, el actor infantil J.P. Sloane. La pareja se divorció el 2 de junio de 1952.